# Sammenstødet mellem Andromedagalaksen og Mælkevejen
Sammenstødet mellem Andromedagalaksen og Mælkevejen er et galaksesammenstød, som er forudsagt til at ske om 4 milliarder år mellem de to største galakser i den lokale galaksegruppe - heriblandt Mælkevejen (som f.eks. har solsystemet og Jorden) og Andromedagalaksen, idet de involverede stjerner er tilstrækkeligt langt væk fra hinanden, er det usandsynligt, at nogen af dem vil kollidere.
Resultatet af sammenstødet antages at blive en ny galakse, der af nogle er blevet kaldt "Milkdromeda" (Mælkdromeda på dansk).

## Stellare kollisioner
Mens Andromedagalaksen indeholder omkring 1 billion (1×1012) stjerner og Mælkevejen indeholder 300 milliarder (3×1011), er sandsynligheden for, at to stjerner kolliderer, ubetydelig på grund af de enorme afstande mellem stjernerne. For eksempel er Solens nærmeste stjerne, Proxima Centauri, omkring 4.2 lysår væk (40 billioner km; 30 millioner (3×107) soldiametre). Hvis solen var på størrelse med en ping-pong-bold, ville Proxima Centauri være omkring 1100 km væk, og Mælkevejen ville være omkring 30 millioner km bred. Selv om stjerner er det mest normale i centeret af hver galakse, er gennemsnitsafstanden mellem hver stjerne 160 milliarder (1.6×1011) km. Således er det usandsynligt, at to stjerner fra de sammenstødende galakser vil kollidere.

## Kolliderende sorte huller
Mælkevejen og Andromedagalaksen indeholder hver et centralt supermassivt sort hul, disse er Sagittarius A* (ca. 3.6 x 106 solmasser) og et inden for P2-koncentrationen af Andromedagalaksens kerne (1-2 x 108 sol masser). Disse sorte huller vil nærme sig centeret af den nye galakse (Mælkdromedagalaksen), hvor de vil overføre orbital energi til stjernerne, som vil blive rykket til et højere kredsløb af den interagerende tyngdekraft, i en proces som vil tage flere millioner år. Når de to supermassive sorte huller kommer inden for en distance på et lysår fra hinanden, vil de udsende tyngdekraftsbølger, som vil udstråle yderligere orbital energi indtil fusioneringen/sammenstødet er slut. Gasser fra det nye kombinerede sorte hul kan skabe en lysende kvasar eller en aktiv galakse. Simulationer fra 2006 indikerede at den fremtidige Jord ville blive bragt nær midten af den nye fusionerede galakse, og potentielt komme nær et af de sorte huller, før den skubbes helt ud af galaksen.

## Sikkerhed
Andromedagalaksen nærmer sig Mælkevejen med omkring 110 kilometer per sekund. Indtil 2012 var der ingen måde til at kunne vide, om den mulige kollision kommer til at ske eller ej. I 2012 konkluderede videnskabsmænd, at kollisionen er blevet opdaget efter brug af Hubble Space Telescope mellem 2002 og 2010 for at måle Andromedagalaksens bevægelser. Andromedagalaksens tangeringshastighed og sidelænse hastighed i forhold til Mælkevejens blev beregnet til at være relativt langsommere end den nærmelseshastigheden og det forventes derfor, at Andromedagalaksen vil kollidere med Mælkevejen om cirka 4 milliarder år.
Kollisioner som denne er relativt almindelige. Man mener for eksempel at Andromedagalaksen mindst har kollideret med én anden galakse i fortiden, og forskellige andre dværggalakser, såsom SagDEG, er i øjeblikket i kollision med Mælkevejen eller er allerede fusioneret med Mælkevejen.
Af ovenstående opdagelser fremgår det også at M33 — Trekantgalaksen; den tredjestørste og lyseste galakse i den lokale galaksegruppe — vil være med i denne begivenhed. Galaksens mest sandsynlige skæbne er at ende med at kredse rundt om Mælkdromeda, andre skæbner kunne være at galaksen fusionerer med Mælkdromeda i en endnu fjernere fremtid, lave endnu en kollision med Mælkevejen, før det kolliderer med Andromedagalaksen, eller at den bliver slynget ud af den lokale galaksegruppe, som heller ikke kan udelukkes.

## Solsystemets skæbne
To videnskabsmænd angav, at tidspunktet for hvornår kollisionen af de to galaksers vil ske, vil afhænge af Andromedagalaksens tværgående hastighed. Baseret på aktuelle beregninger kan man forudsige en 50 % sandsynlighed for en fusioneret galakse, hvor Solsystemet vil blive fejet ud tre gange længere fra den galaktiske kerne end dens aktuelle afstand. De forudser også en 12 % sandsynlighed for, at Solsystemet vil blive udstødt fra den nye galakse engang i løbet af kollisionen. Sådan en begivenhed vil ikke have nogen negativ effekt på systemet og sandsynligheden for enhver form for forstyrrelse af Solen eller planeterne ville være overkommelig.
Uden at tage højde for planetarisk teknik vil Jorden på tidspunktet for de to galaksers kollision allerede være blevet alt for varm til, at flydende vand vil kunne eksistere, og alt jordisk liv vil på det tidspunkt være ophørt på grund af gradvist stigende lysstyrke fra Solen — som vil være steget med 35-40 % i forhold til den aktuelle lysstyrke.

## Resultatet af de fusionerede galakser
Det galaktiske produkt af kollisionen er blevet kaldt for Mælkdromeda. Ifølge simulationer, vil galaksen dog mere ligne en gigantisk elliptisk galakse, men med et center, med mindre stjernetæthed end de nuværende elliptiske galakser. Det er dog muligt, at den færdige fusionsgalakse vil være en såkaldt disk-galakse.

## Eksterne links
- Merrifield, Michael. "Milky Way vs Andromeda: The ultimate head-on crash". Deep Space Videos. Brady Haran.